# Бофорт, Эдмунд, 2-й герцог Сомерсет
Эдмунд Бофорт (англ. Edmund Beaufort; около 1406 — 22 мая 1455) — граф Мортен 1427—1449, 1-й граф Дорсет с 1442, 1-й маркиз Дорсет с 1443, 4-й граф Сомерсет с 1444, 1/2-й герцог Сомерсет с 1448, английский военачальник во время Столетней войны, рыцарь ордена Подвязки, младший сын Джона Бофорта, 1-го графа Сомерсета, и Маргарет Холланд, дочери Томаса Холланда, 2-го графа Кента, и Алис Фицалан.

## Биография
Эдмунд родился около 1406 года и был младшим из четырёх сыновей Джона Бофорта, 1-го графа Сомерсета, и Маргарет Холланд. Он происходил из знатного рода Бофортов и был потомком короля Эдуарда III и племянником короля Англии Генриха IV.
Из его трёх старших братьев один, Генри, умер в 1418 году бездетным, а двое других братьев в 1421 году в битве при Боже попали в плен к французам. Эдмунд в 1421 году был ещё слишком мал, чтобы принимать участие в битве. В то время, как его братья находились во французском плену (один из них, Джон, пробыл в плену до 1439 года, а Томас — до 1427), Эдмунд набирался военного опыта во Франции, участвуя в сражениях Столетней войны. Будучи близким родственником короля Англии Генриха VI, Эдмунд пользовался большим влиянием. В 1427 году он получил титул графа Мортона и владения в Нормандии, а в 1431 году стал главнокомандующим английской армии во Франции. В 1436 году Эдмунд был посвящён в рыцари Ордена подвязки.
В период между 1431 и 1435 годом Эдмунд женился на Элеанор Бошан, дочери Ричарда де Бошана, 13-го графа Уорика, вдове Томаса Роса, 8-го барона Рос из Хелмсли. Однако брак был официально не зарегистрирован и его подтвердили только 7 марта 1438 года. От этого брака родилось 10 детей.
В 1440 году Эдмунд смог захватить Арфлёр, а в 1442 году защитил Кале, за что получил титул графа Дорсета. В 1443 году Эдмунд также получил титул маркиза Дорсета.
Во время перемирия в 1444—1448 годах Эдмунд был королевским наместником во Франции. После смерти в 1444 году старшего брата Джона, не оставившего законнорождённых сыновей, Эдмунд, унаследовал титул графа Сомерсета. А в 1448 году он был пожалован и герцогским титулом.
Военные действия против Франции возобновились в 1449 году. 10 ноября Эдмунд был вынужден сдать французам Руан, что означало окончание английского владычества в Нормандии. Утратил Эдмунд и титул графа Мортона и свои нормандские владения. Он продолжал сражаться во Франции до 1450 года, но терпел только поражения. После этого Эдмунд вернулся в Англию. В 1453 году англичане утратили и все владения и на юге Франции.
В Англии Эдмунд в 1451 году получил титул королевского министра, а также вошёл в королевский совет. Очень быстро Эдмунд добился расположения королевы Маргариты Анжуйской, став её фаворитом. Злые языки утверждали, что настоящим отцом принца Уэльского Эдуарда Вестминстерского был не король Генрих VI, а Эдмунд Бофорт, который был фактическим правителем Англии в это время.
В 1453 году у короля Генриха VI произошёл приступ безумия и он был объявлен недееспособным. Лордом-протектором королевства был назначен герцог Ричард Йоркский, злейший враг Эдмунда, который вскоре был заключён в Тауэр. От казни Эдмунда спасло только то, что в конце 1454 года к королю вернулся разум, и в начале 1455 года Маргарита Анжуйская добилась освобождения Эдмунда и изгнания Ричарда Йоркского.
Соперничество Сомерсета и Ричарда Йоркского стало одной из причин начала войны Алой и Белой розы. В мае 1455 года Ричард, желая вернуть власть, начал собирать армию, и 22 мая 1455 года в городе Сент-Олбанс состоялась первая битва войны. Королевской армией командовал Эдмунд, ему противостояла армия, которой командовали Ричард Йоркский и Ричард Невилл, 16-й граф Уорик. Битва закончилась разгромом королевской армии, а Эдмунд был убит.
Его сын и наследник Генрих Бофорт, 5-й граф и 3-й герцог Сомерсет (ум. 1464), продолжил руководить ланкастерской партией и возглавлял её войска в сражениях при Уэйкфилде (1460), Сент-Олбансе (1461) и Таутоне (1461). В 1464 году он был пленён йоркистами и обезглавлен. В 1471 году после поражения при Тьюксбери был казнён и его брат — Эдмунд Бофорт, 4-й герцог Сомерсет. С его смертью мужская линия Бофортов пресеклась, а вместе с ней прекратили существование и титулы герцога и графа Сомерсет.

## Брак и дети
Жена: с 1431/1435 (узаконен 7 марта 1438) Элеанор Бошан (сентябрь 1408 — 6 марта 1467), дочь Ричарда де Бошан, 13-го графа Уорика, и Элизабет де Беркли, вдова Томаса Роса, 8-го барона Рос из Хелмсли. Дети:
- Элеанор Бофорт (ок. 1431 — 16 августа 1501); 1-й муж: около апреля 1458 Джеймс Батлер (около 24 ноября 1420 — 1 мая 1461), 5-й граф Ормонд, 1-й граф Уилтшир; 2-й муж: ранее 1470 сир Роберт Спенсер из Спенсеркомба (ум. после 1492)
- Элизабет Бофорт (ум. до 1492); муж: сир Генри Льюис (ум. до 1492)
- Генри Бофорт (26 января 1436 — 15 мая 1464), 5-й граф Сомерсет, 2-й граф и маркиз Дорсет, 3-й герцог Сомерсет 1455—1461, 1463—1464
- Маргарет Бофорт (до 1439—1474); 1-й муж: с 1455 Хамфри Стаффорд (ум. ок. 1459), граф Стаффорд; 2-й муж: сир Ричард Дайрелл из Лиллингстоун Дейрелл
- Эдмунд Бофорт (ок. 1439 — 6 мая 1471), 4-й герцог Сомерсет с 1464 (титулярный)
- Энн Бофорт (ок. 1453 — ок. 1496); сир Уильям Пэстон из Норфолка (1436—1496)
- Джон Бофорт (ок. 1455 — 4 мая 1471), граф и маркиз Дорсет с 1464 (титулярный)
- Джоан Бофорт (ум. 11 августа 1518); 1-й муж: с июня/июля 1478 Роберт Сент-Лоуренс (ок. 1434/1435 — 1486), 3-й барон Хоутон; 2-й муж: с 1489 сир Ричард Фрай (до 19 октября 1504)
- Томас Бофорт (ум. до 1463)
- Мэри Бофорт